# Пашково (Береснёвское сельское поселение)
Пашково — упразднённая деревня в Духовщинском районе Смоленской области России. Входила в состав Береснёвского сельского поселения. Исключена из учётных данных в 2010 г. По состоянию на 2007 год постоянного населения не имеет.
Расположена в северной части области в 29 км к северо-западу от Духовщины, в 13 км западнее автодороги Р136 Смоленск — Нелидово, на берегу реки Лабиринт. В 52 км юго-восточнее деревни расположена железнодорожная станция Присельская на линии Москва — Минск.

## История
В годы Великой Отечественной войны деревня была оккупирована гитлеровскими войсками в июле 1941 года, освобождена в сентябре 1943 года.